# Зимние грёзы (балет)
Зимние грёзы — одноактный балет по мотивам пьесы Антона Павловича Чехова «Три сестры»; хореография балетмейстера Кеннета Макмиллана на музыку фортепианных произведений Петра Ильича Чайковского. Балет создан в 1991 году, поставлен 7 февраля 1991 года в Королевском театре Ковент-Гарден в Лондоне. Русские народные песни исполняются в аранжировке Томаса Хартмана ансамблем гитаристов, костюмы разработаны Питером Фармером, оркестр Королевской оперы, дирижер Дэвид Гарфорт. Российская премьера состоялась в Перми в 2014 году.

## История
Балет Кеннета Макмиллана «Зимние грёзы» создан по мотивам пьесы Антона Павловича Чехова «Три сестры» (1900), одной из четырех его лучших пьес. Пьеса, впервые поставленная в 1901 году в Московском художественном театре (МХАТ), повествует о сложных отношениях трёх сестер, живущих в атмосфере провинциального русского города на рубеже XIX–XX веков. Автор описывает «зимние грёзы» сестер о возвращении в Москву, где, как им кажется, их жизнь будет более интересной и полноценной.
Действие в балете не отражает всех событий, описанных в пьесе. Постановщик балета, художественный руководитель Королевского балета Макмиллан, отмечал, что «несмотря на то, что герои в балете названы именами персонажей пьесы, я не ставил целью в балетной постановке описать всё действие пьесы. Хореография отражает внутреннюю жизнь персонажей. Я попытался передать атмосферу жизни, описанной в шедевре Чехова».
Балет «Зимние грёзы» Кеннета Макмиллана — одна из поздних постановок хореографа. В чеховской пьесе действие занимает годы, в балете же — один вечер. Кеннет Макмиллан уплотнил чеховскую пьесу до балетной постановки в один акт. Балет «Зимние грёзы» был поставлен 7 февраля 1991 года в Королевском театре Ковент-Гарден в Лондоне. Русские народные песни в балете исполняются в аранжировке Томаса Хартмана ансамблем гитаристов, костюмер — Питер Фармер, оркестр Королевской оперы, дирижер Дэвид Гарфорт. В России премьера состоялась в Перми в 2014 году.

## Сценарий
Три сестры — Ольга, Маша, Ирина — и их брат Андрей проживают в небольшом губернском городе. Ольга, старшая из трех сестер, преподает в женской гимназии, но эта работа ей не по душе. Несколько лет назад их отец, генерал, привез дочерей в этот город из Москвы, когда же он скончался, то для семьи Прозоровых беззаботная жизнь закончилась.
Маша была выдана замуж за учителя Кулыгина, но несчастлива в семейной жизни. Младшая сестра, Ирина, не находит человека, которого бы полюбила. Однажды к Прозоровым на именины приходит подполковник Вершинин. Между ним и Машей возникает влечение. Начинается тайный роман. Однако бригаду Вершинина передислоцируют в Польшу. Полк покидает город, с ним уходит и Вершинин, он тяжело прощается с Машей. Муж Маши делает вид, что ничего не замечает.
Ирина имеет романтические взгляды на жизнь. Служит она в городской управе. Ольга советует сестре выйти замуж за оставившего службу офицера Тузенбаха и уехать с ним. Ирина, несмотря на то, что не любит Тузенбаха, принимает это предложение. Штабс-капитан Солёный признается девушке в любви, но будучи отвергнут, вызывает Тузенбаха на дуэль. На дуэли барон Тузенбах был убит.
Андрей Прозоров женится на провинциальной барышне Наташе.

## Действующие лица и исполнители
- Дарси Басселл — Маша Кулыгина, средняя сестра
- Никола Транах (Nicola Tranah) — Ольга Прозорова, старшая сестра
- Вивиана Дюранте (Viviana Durante) — Ирина Прозорова, младшая сестра
- Гари Авис (Gary Avis) — Андрей Прозоров, их брат
- Генезия Розато (Genesia Rosato) — Наташа Прозорова, жена Андрея
- Энтони Дауэлл (Anthony Dowell) — Кулыгин Фёдор Ильич, учитель гимназии, муж Маши
- Ирек Мухамедов — подполковник Вершинин, Машин любовник
- Стивен Уикс (Stephen Wicks) — барон Тузенбах, жених Ирины
- Адам Купер (Adam Cooper) — штабс-капитан Солёный, соперник барона
- Герд Ларсен (Gerd Larsen) — Анфиса, нянька, старуха 80 лет
- Джеки Таллис (Jacqui Tallis) — горничная
- Люк Хейдон (Luke Haydon), Филип Мосли (Philip Mosley), Дэвид Пикеринг (David Pickering), Алистер Марриотт (Alistair Marriott) — солдаты